# A Végre otthon – Tip és Oh kalandjai epizódjainak listája
Ez a lista a Végre otthon – Tip és Oh kalandjai  című animációs sorozat epizódjait tartalmazza.

## Évados áttekintés
| Évad | Évad      | Epizódok  | Epizódok  | Eredeti sugárzás   | Eredeti sugárzás   | Magyar sugárzás      | Magyar sugárzás      |
| Évad | Évad      | Epizódok  | Epizódok  | Évadpremier        | Évadfinálé         | Évadpremier          | Évadfinálé           |
| ---- | --------- | --------- | --------- | ------------------ | ------------------ | -------------------- | -------------------- |
|      | 1         | 26        | 26        | 2016. július 29.   | 2016. július 29.   | 2018. szeptember 3.  | 2018. szeptember 15. |
|      | 2         | 26        | 26        | 2017. január 27.   | 2017. január 27.   | 2018. szeptember 16. | 2018. szeptember 28. |
|      | 3         | 26        | 26        | 2017. augusztus 1. | 2017. augusztus 1. | 2019. június 17.     | 2019. június 29.     |
|      | Speciális | Speciális | Speciális | 2017. december 1.  | 2017. december 1.  | TBA                  | TBA                  |
|      | 4         | 26        | 26        | 2018. július 20.   | 2018. július 20.   | 2019. június 30.     | 2019. július 11.     |

## 1. évad
| #   | #   | Eredeti cím               | Magyar cím             | Rendező                                         | Író                                                                                   | Eredeti premier  | Magyar premier       |
| --- | --- | ------------------------- | ---------------------- | ----------------------------------------------- | ------------------------------------------------------------------------------------- | ---------------- | -------------------- |
| 1.  | 1.  | Booving In                | Bebúvás                | Kristine Songco & Joanna Lewis                  | Kristine Songco, Joanna Lewis, Jim Mortensen & Dakota McFadzean                       | 2016. július 29. | 2018. szeptember 3.  |
| 1.  | 1.  | Sant-Oh                   | Télap-Oh               | Kristine Songco & Joanna Lewis                  | Kristine Songco, Joanna Lewis, Natasha Kline & Bryan Mann                             | 2016. július 29. | 2018. szeptember 3.  |
| 2.  | 2.  | Little Kisses             | Kis puszikák           | Ryan Crego & Thurop Van Orman                   | Ryan Crego, Thurop Van Orman, Bryan Mann, Nathan Bulmer, Erica Jones & Carder Scholin | 2016. július 29. | 2018. szeptember 4.  |
| 2.  | 2.  | Snow Day                  | Hó-nap                 | Emily Brundige                                  | Emily Brundige, Bryan Mann, Natasha Kline, Annisa Adjani & Erica Jones                | 2016. július 29. | 2018. szeptember 4.  |
| 3.  | 3.  | It's a Secret             | Ez titok!              | Emily Brundige                                  | Emily Brundige, Jeremy Bernstein & Madeleine Flores                                   | 2016. július 29. | 2018. szeptember 5.  |
| 3.  | 3.  | Queen of Thighs           | Combok Királynője      | Emily Brundige                                  | Emily Brundige, Natasha Kline & Annisa Adjani                                         | 2016. július 29. | 2018. szeptember 5.  |
| 4.  | 4.  | Krunkle Krush             | Egyetlenem             | Carlos Kotkin & Richard Pursel                  | Carlos Kotkin, Richard Pursel, Thomas Hunter & Carder Scholin                         | 2016. július 29. | 2018. szeptember 6.  |
| 4.  | 4.  | Beauty Tip                | Befutó a kifutón       | Emily Brundige                                  | Emily Brundige, Maggie Kang & Carder Scholin                                          | 2016. július 29. | 2018. szeptember 6.  |
| 5.  | 5.  | Boov Flu Blues            | Gyógyító Tip           | Emily Brundige                                  | Emily Brundige, Jim Mortensen & Dakota McFadzean                                      | 2016. július 29. | 2018. szeptember 7.  |
| 5.  | 5.  | Get Me to the Gorg        | A tökéletes ajándék    | Kristine Songco & Joanna Lewis                  | Emily Brundige, Natasha Kline & Annisa Adjani                                         | 2016. július 29. | 2018. szeptember 7.  |
| 6.  | 6.  | Kung Boov                 | Önvédelem mesterfokon  | David Tennant                                   | Tennant, Maggie Kang & Carder Scholin                                                 | 2016. július 29. | 2018. szeptember 8.  |
| 6.  | 6.  | The Werewolves of Chicago | Vérfarkas házilag      | David Tennant                                   | David Tennant, Dan O'Connor & Erica Jones                                             | 2016. július 29. | 2018. szeptember 8.  |
| 7.  | 7.  | The Gray Matter           | Föld alatti búvhely    | Emily Brundige                                  | Emily Brundige, Carder Scholin & Erica Jones                                          | 2016. július 29. | 2018. szeptember 9.  |
| 7.  | 7.  | Feverbreak                | Lázálom                | Madison Bateman                                 | Madison Bateman, Nick Bachman & Nathan Bulmer                                         | 2016. július 29. | 2018. szeptember 9.  |
| 8.  | 8.  | Wrinkly Humans People     | Ráncos emberegyedek    | David Tennant                                   | David Tennant, Jeremy Bernstein & Madeleine Flores                                    | 2016. július 29. | 2018. szeptember 10. |
| 8.  | 8.  | Piggy Piggy               | Röfi, Röfi             | Carlos Kotkin & Richard Pursel                  | Carlos Kotkin, Richard Pursel, Nathan Bulmer, Madeleine Flores & Thomas Hunter        | 2016. július 29. | 2018. szeptember 10. |
| 9.  | 9.  | Struck Through the Heart  | Szívélyes fogadtatás   | Kristine Songco & Joanna Lewis                  | Kristine Songco, Joanna Lewis, Dan O'Connor & Nathan Bulmer                           | 2016. július 29. | 2018. szeptember 11. |
| 9.  | 9.  | Boov Up and Drive         | Búv be és vezess       | David Tennant                                   | David Tennant, Annisa Adjani & David C. Smith                                         | 2016. július 29. | 2018. szeptember 11. |
| 10. | 10. | Oh's Party of Slumber     | Pizsamák partija       | Emily Brundige                                  | Emily Brundige, Jim Mortensen & Dakota McFadzean                                      | 2016. július 29. | 2018. szeptember 12. |
| 10. | 10. | Paranoid Activity         | Paranormális aktivitás | Kristine Songco & Joanna Lewis                  | Kristine Songco, Joanna Lewis, Jeremy Bernstein, Madeleine Flores & Nathan Bulmer     | 2016. július 29. | 2018. szeptember 12. |
| 11. | 11. | Angerdome                 | Dühkupola              | Emily Brundige                                  | Emily Brundige, Dan O'Connor & Nathan Bulmer                                          | 2016. július 29. | 2018. szeptember 13. |
| 11. | 11. | Tush Twins                | Popó ikrek             | Kristine Songco & Joanna Lewis                  | Kristine Songco, Joanna Lewis, Annisa Adjani & David C. Smith                         | 2016. július 29. | 2018. szeptember 13. |
| 12. | 12. | Sitting on Babies         | Bébiszittelősdi        | Madison Bateman, Kristine Songco & Joanna Lewis | Madison Bateman, Kristine Songco, Joanna Lewis, Jim Mortensen & Dakota McFadzean      | 2016. július 29. | 2018. szeptember 14. |
| 12. | 12. | Best Frenemies            | Jó barát-ellenségek    | Emily Brundige                                  | Emily Brundige, Jeremy Bernstein & Madeleine Flores                                   | 2016. július 29. | 2018. szeptember 14. |
| 13. | 13. | Podlings                  | Kapszulatársak         | Emily Brundige                                  | Emily Brundige, Natasha Kline & Bryan Mann                                            | 2016. július 29. | 2018. szeptember 15. |
| 13. | 13. | Dumpster Dining           | Kuka bisztró           | Kristine Songco & Joanna Lewis                  | Kristine Songco, Joanna Lewis, Carder Scholin & Erica Jones                           | 2016. július 29. | 2018. szeptember 15. |

## 2. évad
| #   | #   | Eredeti cím                   | Magyar cím                    | Rendező                       | Író                                                        | Eredeti premier  | Magyar premier       |
| --- | --- | ----------------------------- | ----------------------------- | ----------------------------- | ---------------------------------------------------------- | ---------------- | -------------------- |
| 14. | 1.  | Boy Boy Girl Band             | Boy Boy Csaj Banda            | Madison Bateman               | Madison Bateman, Carder Scholin & Erica Jones              | 2017. január 27. | 2018. szeptember 16. |
| 14. | 1.  | Lords and Lazers              | Lordok és Lézerek             | Derek Iversen                 | Derek Iversen, Natasha Kline & Bryan Mann                  | 2017. január 27. | 2018. szeptember 16. |
| 15. | 2.  | Tip's Deep Dish               | Tip pizza randija             | Emily Brundige                | Emily Brundige, Natasha Kline & Bryan Mann                 | 2017. január 27. | 2018. szeptember 17. |
| 15. | 2.  | Garbage Day                   | Szemét nap                    | Derek Iversen                 | Derek Iversen, Annisa Adjani & David C. Smith              | 2017. január 27. | 2018. szeptember 17. |
| 16. | 3.  | Very Foreign Exchange Student | Földönkívüli cserediák        | Clay Senechal                 | Clay Senechal, Carder Scholin & Erica Jones                | 2017. január 27. | 2018. szeptember 18. |
| 16. | 3.  | Pig's Tale                    | Pig farka                     | Madison Bateman               | Madison Bateman, Jeremy Bernstein & Tom Hunter             | 2017. január 27. | 2018. szeptember 18. |
| 17. | 4.  | Big Brain Boov                | Nagy agyú búv                 | Clay Senechal                 | Clay Senechal, Nick Bachman & Nathan Bulmer                | 2017. január 27. | 2018. szeptember 19. |
| 17. | 4.  | Pook Pooks                    | Pukk-pukk                     | Emily Brundige                | Emily Brundige, Jim Mortensen & Dakota McFadzean           | 2017. január 27. | 2018. szeptember 19. |
| 18. | 5.  | Waltor                        | Waltor                        | Emily Brundige                | Emily Brundige, Natasha Kline & Bryan Mann                 | 2017. január 27. | 2018. szeptember 20. |
| 18. | 5.  | Out Foxed                     | Rókalyuk                      | Emily Brundige                | Emily Brundige, Carder Scholin & Erica Jones               | 2017. január 27. | 2018. szeptember 20. |
| 19. | 6.  | Le Grande Derriere            | Le Grande Derriere            | Derek Iversen                 | Derek Iversen, Annisa Adjani, Ben Bury & David C. Smith    | 2017. január 27. | 2018. szeptember 21. |
| 19. | 6.  | I'm Your Boovest Fan          | A legbúvabb szurkoló          | Derek Iversen & Clay Senechal | Derek Iversen, Clay Senechal, Nick Bachman & Nathan Bulmer | 2017. január 27. | 2018. szeptember 21. |
| 20. | 7.  | Scared Crazy                  | Félelem és rettegés           | Madison Bateman               | Madison Bateman, Dan O'Connor & Nathan Bulmer              | 2017. január 27. | 2018. szeptember 22. |
| 20. | 7.  | Superslushious                | Szuperkocsi                   | Derek Iversen                 | Derek Iversen, Jim Mortensen & Dakota McFadzean            | 2017. január 27. | 2018. szeptember 22. |
| 21. | 8.  | Inside Jokings                | Házi poénkodás                | Emily Brundige                | Emily Brundige, Natasha Kline & Bryan Mann                 | 2017. január 27. | 2018. szeptember 23. |
| 21. | 8.  | It's A Jungle In There        | Házi dzsungel                 | Clay Senechal                 | Clay Senechal, Carder Scholin & Erica Jones                | 2017. január 27. | 2018. szeptember 23. |
| 22. | 9.  | Dang You Saved My Life        | Flanc megmentette az életemet | Emily Brundige                | Emily Brundige, Annisa Adjani & David C. Smith             | 2017. január 27. | 2018. szeptember 24. |
| 22. | 9.  | Boovsland Noir                | Búvföldi bűneset              | Clay Senechal                 | Clay Senechal, Jim Mortensen & Dakota McFadzean            | 2017. január 27. | 2018. szeptember 24. |
| 23. | 10. | Nuttypunny                    | Pajkos parti                  | Emily Brundige                | Emily Brundige, Jim Mortensen & Dakota McFadzean           | 2017. január 27. | 2018. szeptember 25. |
| 23. | 10. | JealOHsy                      | Oh féltékeny                  | Clay Senechal                 | Clay Senechal, Jeremy Bernstein & Tom Hunter               | 2017. január 27. | 2018. szeptember 25. |
| 24. | 11. | Sacks O' Cash                 | Pénzes zsákok                 | Emily Brundige                | Emily Brundige, Annisa Adjani & David C. Smith             | 2017. január 27. | 2018. szeptember 27. |
| 24. | 11. | Oh Give Me A Home             | Keress nekem otthont          | Clay Senechal                 | Clay Senechal, Nick Bachman & Nathan Bulmer                | 2017. január 27. | 2018. szeptember 27. |
| 25. | 12. | Breakers                      | Vakáció a tesókkal            | Emily Brundige                | Emily Brundige, Madeleine Flores & Faryn Pearl             | 2017. január 27. | 2018. szeptember 26. |
| 25. | 12. | A Day Without Tech            | Kütyümentes nap               | Madison Bateman               | Madison Bateman, Jeremy Bernstein & Tom Hunter             | 2017. január 27. | 2018. szeptember 26. |
| 26. | 13. | The Cloud                     | A felhő                       | Madison Bateman               | Madison Bateman, Natasha Kline & Bryan Mann                | 2017. január 27. | 2018. szeptember 28. |
| 26. | 13. | Booverty                      | Búvertás                      | Emily Brundige                | Emily Brundige, Annisa Adjani & David C. Smith             | 2017. január 27. | 2018. szeptember 28. |

## 3. évad
| #   | #   | Eredeti cím                      | Magyar cím                    | Rendező                          | Író                                                                                           | Eredeti premier     | Magyar premier   |
| --- | --- | -------------------------------- | ----------------------------- | -------------------------------- | --------------------------------------------------------------------------------------------- | ------------------- | ---------------- |
| 27. | 1.  | Queen of Police                  | Rendőr királynő               | Emily Brundige                   | Emily Brundige, Jim Mortensen, Dakota McFadzean & Faryn Pearl                                 | 2017. augusztus 11. | 2019. június 17. |
| 27. | 1.  | Roidian Prom                     | Roid szalagavató              | Emily Brundige                   | Emily Brundige, Carder Scholin & Erica Jones                                                  | 2017. augusztus 11. | 2019. június 17. |
| 28. | 2.  | Where the Koobish Roam           | Ahol a Kúbisok kószálnak      | Johanna Stein                    | Johanna Stein, Jeremy Bernstein & Thomas Hunter                                               | 2017. augusztus 11. | 2019. június 18. |
| 28. | 2.  | Best Friendiversary              | Legjobb barát évforduló       | Johanna Stein                    | Johanna Stein, Natasha Kline & Bryan Mann                                                     | 2017. augusztus 11. | 2019. június 18. |
| 29. | 3.  | Citizen Brain                    | Agyasítás                     | Clay Senechal                    | Clay Senechal, Annisa Adjani & David C. Smith                                                 | 2017. augusztus 11. | 2019. június 19. |
| 29. | 3.  | Liar Liar Pods on Fire           | Ártatlan füllentések          | Clay Senechal                    | Clay Senechal, Jeremy Bernstein & Thomas Hunter                                               | 2017. augusztus 11. | 2019. június 19. |
| 30. | 4.  | Chercophonie                     | Chercophonie                  | Johanna Stein                    | Johanna Stein, Nick Bachman & Nathan Bulmer                                                   | 2017. augusztus 11. | 2019. június 20. |
| 30. | 4.  | Oh, Man, and the Sea             | Oh, Donny és a tenger         | Clay Senechal                    | Clay Senechal, Jim Mortensen & Dakota McFadzean                                               | 2017. augusztus 11. | 2019. június 20. |
| 31. | 5.  | Hard to Gettings                 | Csak kéreti magát             | Morgan J. Steele                 | Morgan J. Steele, Annisa Adjani & David C. Smith                                              | 2017. augusztus 11. | 2019. június 21. |
| 31. | 5.  | Tummy Fish                       | Haskó halak                   | Johanna Stein                    | Johanna Stein, Nick Bachman & Nathan Bulmer                                                   | 2017. augusztus 11. | 2019. június 21. |
| 32. | 6.  | Stick with Me                    | Állj mellém                   | Emily Brundige                   | Emily Brundige, Carder Scholin & Erica Jones                                                  | 2017. augusztus 11. | 2019. június 22. |
| 32. | 6.  | Family Feudings                  | Családi viszályok             | Johanna Stein                    | Johanna Stein, Natasha Kline & Bryan Mann                                                     | 2017. augusztus 11. | 2019. június 22. |
| 33. | 7.  | Cats! The Planet                 | Macskák bolygója              | Johanna Stein                    | Johanna Stein, Carder Scholin & Erica Jones                                                   | 2017. augusztus 11. | 2019. június 23. |
| 33. | 7.  | Selfie-ish                       | Szelfi                        | Lindsay Kerns                    | Lindsay Kerns, Natasha Kline & Bryan Mann                                                     | 2017. augusztus 11. | 2019. június 23. |
| 34. | 8.  | Newbeings on the Block           | Új fiú                        | Johanna Stein                    | Johanna Stein, Annisa Adjani & David C. Smith                                                 | 2017. augusztus 11. | 2019. június 24. |
| 34. | 8.  | Juicy Gossip                     | Szaftos pletyka               | Lindsay Kerns                    | Lindsay Kerns, Nick Bachman & Nathan Bulmer                                                   | 2017. augusztus 11. | 2019. június 24. |
| 35. | 9.  | Humanspeople Safari              | Emberlény szafari             | Clay Senechal                    | Clay Senechal, Jim Mortensen & Dakota McFadzean                                               | 2017. augusztus 11. | 2019. június 25. |
| 35. | 9.  | Happy Space Troopers             | Boldog űrrendőrök             | Clay Senechal                    | Clay Senechal, Jeremy Bernstein & Thomas Hunter                                               | 2017. augusztus 11. | 2019. június 25. |
| 36. | 10. | Krebbles Is Real                 | Krebbles igazi                | Johanna Stein                    | Johanna Stein, Natasha Kline & Bryan Mann                                                     | 2017. augusztus 11. | 2019. június 26. |
| 36. | 10. | Tip's Diary                      | Tip naplója                   | Emily Brundige                   | Emily Brundige, Carder Scholin & Erica Jones                                                  | 2017. augusztus 11. | 2019. június 26. |
| 37. | 11. | The Great Chicago Hot Dog Crisis | A nagy chicagói hot dog vásár | Clay Senechal                    | Clay Senechal, Jim Mortensen & Dakota McFadzean                                               | 2017. augusztus 11. | 2019. június 27. |
| 37. | 11. | Wrinkly Humans Kids              | Ráncos embergyerekek          | Katie Mattila                    | Katie Mattila, Jeremy Bernstein & Ben Bury                                                    | 2017. augusztus 11. | 2019. június 27. |
| 38. | 12. | True Romancings                  | Tiszta románcok               | Katie Mattila                    | Katie Mattila, Nick Bachman & Nathan Bulmer                                                   | 2017. augusztus 11. | 2019. június 28. |
| 38. | 12. | Hardcore Harbor                  | Kőkemény kikötő               | Johanna Stein                    | Johanna Stein, Annisa Adjani & David C. Smith                                                 | 2017. augusztus 11. | 2019. június 28. |
| 39. | 13. | A Thuper Hero Thtory             | Szuperhős történet            | Lindsay Kerns & Morgan J. Steele | Lindsay Kerns, Morgan J. Steele, Jeremy Bernstein, Jim Mortensen, Ben Bury & Dakota McFadzean | 2017. augusztus 11. | 2019. június 29. |

## Speciális
| #  | #  | Eredeti cím           | Magyar cím | Rendező                    | Író                                      | Eredeti premier   | Magyar premier |
| -- | -- | --------------------- | ---------- | -------------------------- | ---------------------------------------- | ----------------- | -------------- |
| 1. | 1. | Home for the Holidays |            | Ryan Crego & Todd Garfield | Ryan Crego, Todd Garfield & Blake Lemons | 2017. december 1. |                |

## 4. évad
| #   | #   | Eredeti cím                   | Magyar cím                  | Rendező       | Író                                                        | Eredeti premier  | Magyar premier   |
| --- | --- | ----------------------------- | --------------------------- | ------------- | ---------------------------------------------------------- | ---------------- | ---------------- |
| 40. | 1.  | Friend Like Tip               | Az új barát                 | Lindsay Kerns | Lindsay Kerns, Carder Scholin & Erica Jones                | 2018. július 20. | 2019. június 30. |
| 40. | 1.  | Like Mother, Like Pit of Fire | Anyja lánya                 | Johanna Stein | Johanna Stein, Natasha Kline & Bryan Mann                  | 2018. július 20. | 2019. június 30. |
| 41. | 2.  | StickSituation                | Meleg helyzet               | Lindsay Kerns | Lindsay Kerns, Carder Scholin & Erica Jones                | 2018. július 20. | 2019. június 31. |
| 41. | 2.  | The Freshmans                 | Gólyák                      | Katie Mattila | Katie Mattila, Natasha Kline & Bryan Mann                  | 2018. július 20. | 2019. június 31. |
| 42. | 3.  | Humanning                     | Emberedés                   | Johanna Stein | Johanna Stein, Nick Bachman & Nathan Bulmer                | 2018. július 20. | 2019. július 1.  |
| 42. | 3.  | Know It All                   | Minden tudás                | Clay Senechal | Clay Senechal, Anissa Adjani & David C. Smith              | 2018. július 20. | 2019. július 1.  |
| 43. | 4.  | Only the Lucky Survive        | A szerencsések túlélik      | Katie Mattila | Katie Mattila, Jeremy Bernstein & Ben Bury                 | 2018. július 20. | 2019. július 2.  |
| 43. | 4.  | Sharsquad                     | Shar csapat                 | Johanna Stein | Johanna Stein, Natasha Kline & Bryan Mann                  | 2018. július 20. | 2019. július 2.  |
| 44. | 5.  | Big Bad Love                  | Igaz szerelem               | Johanna Stein | Johanna Stein, Jim Mortensen & Dakota McFadzean            | 2018. július 20. | 2019. július 3.  |
| 44. | 5.  | The Milk Job                  | A tej biznisz               | Katie Mattila | Katie Mattila, Jeremy Bernstein & Ben Bury                 | 2018. július 20. | 2019. július 3.  |
| 45. | 6.  | Once Upon a Girl Day          | Volt egyszer egy csajos nap | Lindsay Kerns | Lindsay Kerns, Anissa Adjani & Faryn Pearl                 | 2018. július 20. | 2019. július 4.  |
| 45. | 6.  | Cop College                   | Zsaru akadémia              | Katie Mattila | Katie Mattila, Nick Bachman & Nathan Bulmer                | 2018. július 20. | 2019. július 4.  |
| 46. | 7.  | Walkaboov                     | Búvjárás                    | Lindsay Kerns | Lindsay Kerns, Nick Bachman & Nathan Bulmer                | 2018. július 20. | 2019. július 5.  |
| 46. | 7.  | Big Boy Boy                   | Nagyfiú fiú                 | Katie Mattila | Katie Mattila, Anissa Adjani, David C. Smith & Faryn Pearl | 2018. július 20. | 2019. július 5.  |
| 47. | 8.  | No Age Like the Present       | Nincs jobb a mánál          | Johanna Stein | Johanna Stein, Natasha Kline & Bryan Mann                  | 2018. július 20. | 2019. július 6.  |
| 47. | 8.  | So Garfeldt                   | Olyan Garfeldt              | Katie Mattila | Katie Mattila, Anissa Adjani & Faryn Pearl                 | 2018. július 20. | 2019. július 6.  |
| 48. | 9.  | The Secret Life of Oh         | Oh titkos élete             | Lindsay Kerns | Lindsay Kerns, David C. Smith & Nathan Bulmer              | 2018. július 20. | 2019. július 7.  |
| 48. | 9.  | Beings Bad                    | Rossz fiú                   | Katie Mattila | Katie Mattila, Jeremy Bernstein & Ben Bury                 | 2018. július 20. | 2019. július 7.  |
| 49. | 10. | Rekindling Retreat            | Szikrázó üdülés             | Katie Mattila | Katie Mattila, Natasha Kline & Bryan Mann                  | 2018. július 20. | 2019. július 8.  |
| 49. | 10. | Trashbassador                 | Szemét nagykövet            | Lindsay Kerns | Lindsay Kerns, Carder Scholin & Erica Jones                | 2018. július 20. | 2019. július 8.  |
| 50. | 11. | Big Silly                     | Nagy buta                   | Morgan Steele | Morgan Steele, Anissa Adjani & Faryn Pearl                 | 2018. július 20. | 2019. július 9.  |
| 50. | 11. | Smek Chills Out               | Smek lazít                  | Lindsay Kerns | Lindsay Kerns, David C. Smith & Dakota McFadzean           | 2018. július 20. | 2019. július 9.  |
| 51. | 12. | Not My Boy Brandon            | Brandon öcsi barátai        | Lindsay Kerns | Lindsay Kerns, Carder Scholin & Erica Jones                | 2018. július 20. | 2019. július 10. |
| 51. | 12. | Shady Shawn                   | Shawn titkos múltja         | Katie Mattila | Katie Mattila, David C. Smith & Dakota McFadzean           | 2018. július 20. | 2019. július 10. |
| 52. | 13. | B.R.A.P.                      | B.R.A.P.                    | Johanna Stein | Johanna Stein, Jeremy Bernstein & Ben Bury                 | 2018. július 20. | 2019. július 11. |
| 52. | 13. | It's a Booviful Life          | Élet búv dimenziókban       | Johanna Stein | Johanna Stein, David C. Smith & Dakota McFadzean           | 2018. július 20. | 2019. július 11. |